# Bulgaria en los Juegos Paralímpicos de Tokio 2020
Bulgaria estuvo representada en los Juegos Paralímpicos de Tokio 2020 por cuatro deportistas, dos hombres y dos mujeres.

## Medallistas
El equipo paralímpico búlgaro obtuvo las siguientes medallas:
| Nombre             | Deporte   | Evento               |
| ------------------ | --------- | -------------------- |
| Oro                |           |                      |
| —                  |           |                      |
| Plata              |           |                      |
| Hristiyan Stoyanov | Atletismo | 1500 m T46 masculino |
| Ruzhdi Ruzhdi      | Atletismo | Peso F55 masculino   |
| Bronce             |           |                      |
| —                  |           |                      |